# Frederik Magle

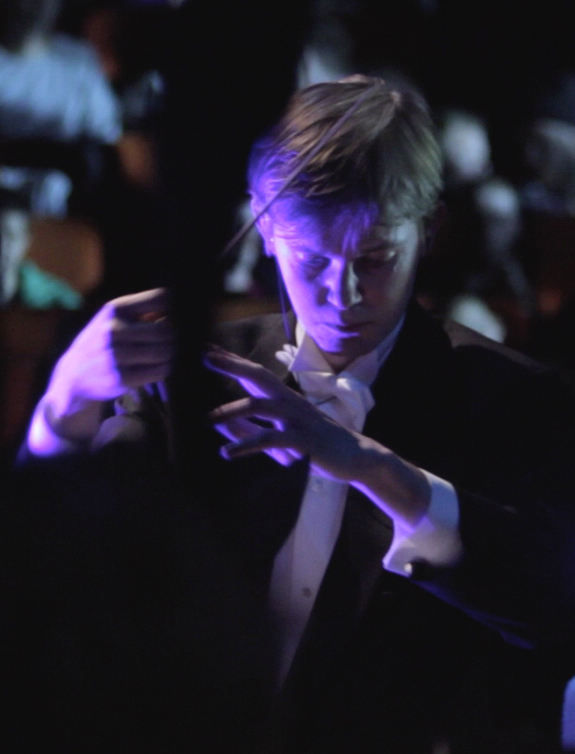
Frederik Magle

Frederik Reesen Magle, född den 17 april 1977 i Stubbekøbing, är en dansk tonsättare, organist och pianist.
Som tonsättare är han känd för den musik han komponerat för den danska kungafamiljen, bland annat musik för prins Nikolais dop 1999, prins Felix dop 2002 och en symfonisk svit Cantabile baserad på texter av Henrik av Danmark som uruppfördes 2004 och 2009 av DR SymfoniOrkestret under ledning av Thomas Dausgaard.
Frederik Reesen Magle vann den danska delen av Eurovisionstävlingen för unga solister 1994 och kvalificerade sig till finalen, som hölls i Warszawa, Polen. Hans biografi ingår i Kraks Blå Bog.
Han utarbetade dispositionen av den nya orgeln 2009 i Jørlunde kyrka och spelade in en CD-skiva på orgeln med titeln Like a Flame, som släpptes på svenska etiketten Proprius Music 2010.